# Perigea trita
Perigea trita là một loài bướm đêm trong họ Noctuidae.